# Церква Різдва Пресвятої Богородиці (Сиваківці)
Церква Різдва Пресвятої Богородиці — дерев'яна православна церква у селі Сиваківці Турбівської громади Вінницької області. Пам'ятка архітектури місцевого значення.
Перша дерев'яна церква побудована у 1740 році та розташовувалась на місці сучасної школи. Була освячена на Другу Пречисту. В 1867 році відкрито першу церковно-приходську школу. До кінця століття службу в храмі проводили священники із династії Машицьких (чи Машинських).
В 1875—1877 роках почалося будівництво нової однокупольної церкви з дзвіницею яку названо на честь Різдва Богородиці. Церква розташовувалась поблизу старої церкви. Церква дерев'яна, на кам'яному фундаменті. У 1878 році між приходськими селянами та міщанином Іваном Мальчевським укладено угоду про написання нового іконостасу для храму.
У 1963 році церкву зруйновано, а в 1989 році церква відбудована жителями громади, повернуто більшість церковних речей та ікони.
У 2022 році переважною більшістю парафіян прийнято рішення про перехід до Православної церкви України.

## Галерея

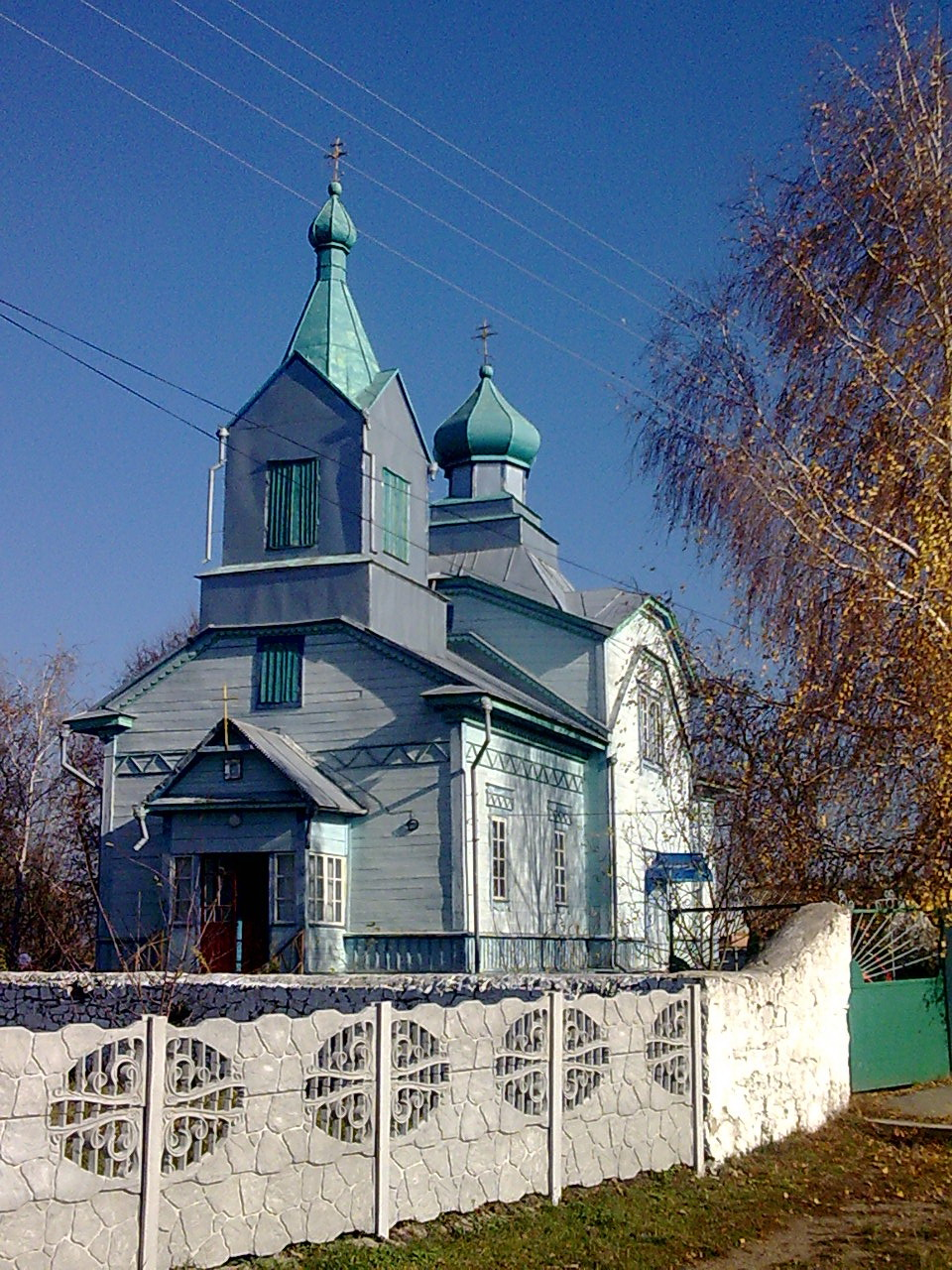
Церква у 2010 році
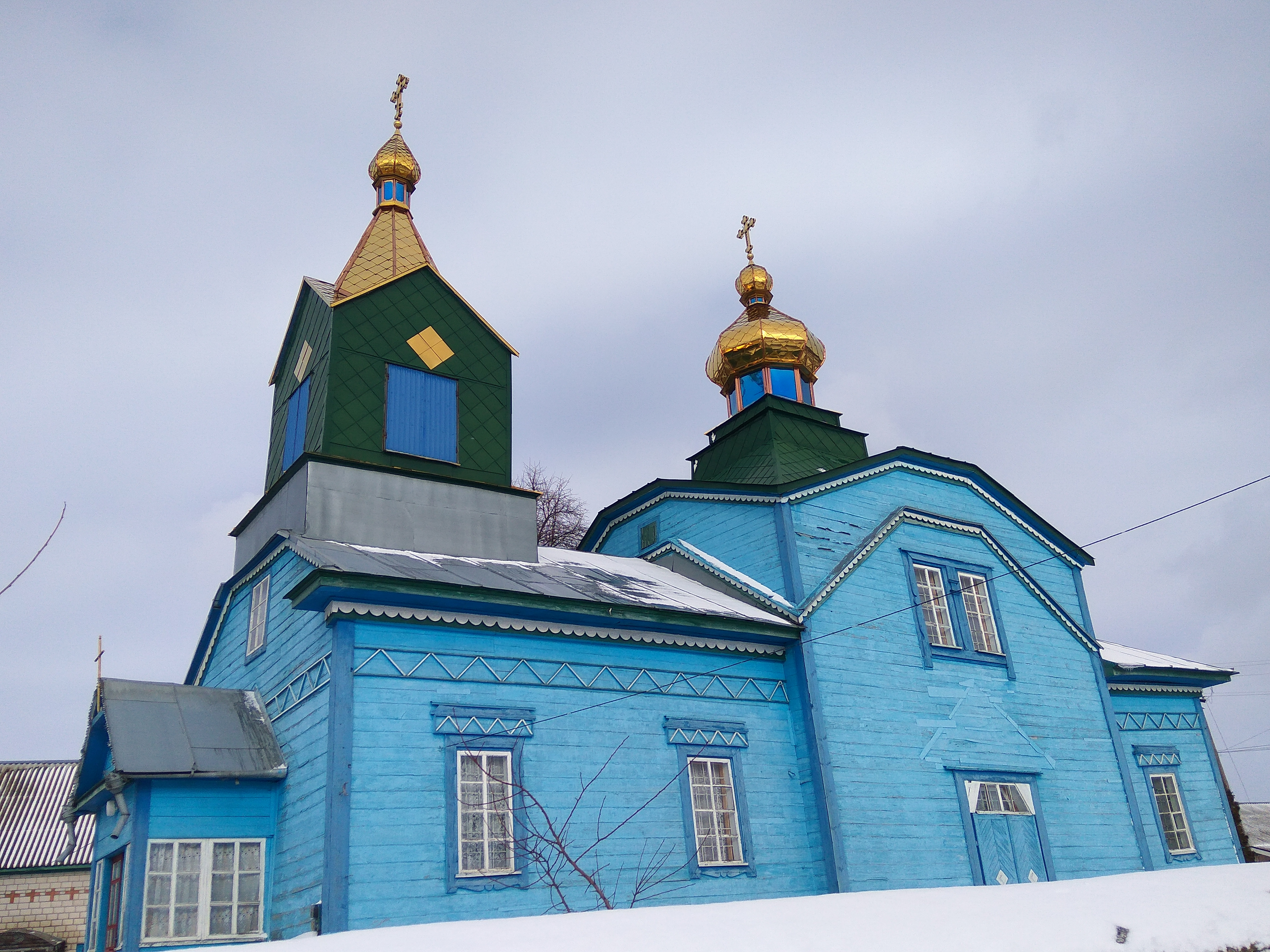
Церква у 2022 році